# St Martin’s (Guernsey)
St Martin’s (fr. Saint-Martin) – miasto na wyspie Guernsey (Wyspy Normandzkie), w terytorium o tej samej nazwie; 6 400 mieszkańców (2006). Przemysł spożywczy.